# ウダ湾
ウダ湾（ウダわん、露: У́дская губа́）はオホーツク海、ハバロフスク地方沿岸の湾。長さ100km、幅83km、最大深度36m。半日周潮。10月から6月まで結氷。ウダ川が流れ込む。湾口にはシャンタル諸島、湾内にはチュミカンの港がある。
座標: 北緯55度0分 東経136度10分 / 北緯55.000度 東経136.167度